# Маріанна Мур
Маріанна Крейг Мур (англ. Marianne Craig Moore; 15 листопада 1887, Сент-Луїс, Міссурі, — 5 лютого 1972, Нью-Йорк) — американська феміністська поетеса, есеїстка, перекладачка. Одна з провідних представниць модернізму, писала у своєрідній манері, що поєднувала точність і насиченість з рясним цитуванням і рідкісним умінням «різноманіття ідей вкласти в один, компактний образ». Лауреатка численних премій (включаючи National Book Award і Pulitzer Prize в 1951 році). Т. С. Еліот назвав творчість Мур «часткою тієї дуже рідкісної речовини, що називається неефемерною сучасною поезією».

## Життєпис
Маріанна Мур народилася в 1887 році в Кірквуді неподалік від Сент-Луїса в родині Мері Мур (до шлюбу Ворнер) та інженера-будівельника Джона Мілтона Мура (John Milton Moore), а виховувалася в будинку діда, пресвітеріанського пастора Джона Редла Ворнера (John Riddle Warner). Після його смерті в 1894 Маріанна, її сім'я і родичі в 1896 році переїхали в Карлайл, Пенсільванія.
У 1905 році Мур вступила до Брін-Мор-коледжу і закінчила його в 1909 році, після чого деякий час вивчала стенографію в Комерційному коледжі Карлайла, а потім викладала в карлайльській Indian Industrial School (1911—1915).

## Кар'єра
Публікуватися на професійному рівні Маріанна Мур почала в 1915 році, відразу привернувши увагу кількох великих поетів і поетес різних напрямків: Воллеса Стівенса, Вільяма Вільямса, Гільди Дулітл, Томаса Еліота і Езри Паунда.
У 1918 році Мур з матір'ю переїхала в Нью-Йорк, а у 1921 стала асистенткою в Нью-Йоркській публічній бібліотеці. Почала спілкуватися з відомими поетами (зокрема, У. Стівенсом і К. Вільямсом), співпрацювати з впливовим літературним журналом The Dial, редакторкою якого працювала в 1925—1929 роки. Тут (слідуючи якоюсь мірою прикладу Е. Паунда) Мур почала займатися молодими поетами, що так чи інакше сприяло успіху Елізабет Бішоп, Аллена Гінзберга, Джона Ешбері та Джеймса Меррілла. Після виходу в світ «Вибраних віршів» (Selected Poems, 1935) Мур увійшла в число найбільших американських поетів.
У 1933 році Мур отримала Премію Елен Левінсон (Helen Haire Levinson Prize) від журналу Poetry. Найбільше число нагород заслужила збірка «Collected Poems» (1951): за неї Мур отримала Пулітцерівську премію, Національну книжкову премію і Премію Боллінг.
Мур здобула популярність в літературних колах Нью-Йорка, де на прийомах у мера неодноразово брала на себе роль господині вечора. Вона нерідко відвідувала боксерські змагання і бейсбольні матчі, причому була великою прихильницею Мухаммеда Алі, для альбому якого (I Am the Greatest!) написала вступ на обкладинці.
Продовжувала публікуватися в таких виданнях, як The Nation, The New Republic і Partisan Review.

## Особисте життя
Маріанна Мур ніколи не була заміжня та підтримувала близькі стосунки з матір'ю. У неї також були близькі стосунки з жінками, зокрема з поетесою-лесбійкою Елізабет Бішоп, які, згідно з літературними публікаціями, описувалися як романтичні. Деякі вчені припускають, що вона могла бути асексуальною або дотримуватися целібату, тоді як інші інтерпретують її поезію як вираження квір-чутливості.

## Твори
- Poems, 1921.
- Observations, 1924.
- Selected Poems, 1935.
- The Pangolin and Other Verse, 1936.
- What Are Years, 1941.
- Nevertheless, 1944.
- A Face, 1949.
- Collected Poems, 1951.
- Fables of La Fontaine, 1954
- Predilections: Literary Essays, 1955.
- Idiosyncrasy and Technique, 1966.
- Like a Bulwark, 1956.
- O To Be a Dragon, 1959.
- Idiosyncrasy and Technique, 1959.
- The Marianne Moore Reader, 1961.
- Eight Poems, 1962
- The Absentee: A Comedy in Four Acts, 1962.
- Puss in Boots, The Sleeping Beauty and Cinderella, 1963.
- Dress and Kindred Subjects, 1965.
- Poetry and Criticism, 1965.
- Tell Me, Tell Me: Granite, Steel and Other Topics, 1966.
- The Complete Poems, 1967.
- The Accented Syllable, 1969.
- The Complete Poems, 1981.
- The Complete Prose, 1986.
- The Selected Letters of Marianne Moore